# Consorophylax styriacus
Consorophylax styriacus là một loài Trichoptera trong họ Limnephilidae. Chúng phân bố ở miền Cổ bắc.